# Tilly-sur-Seulles

Tilly-sur-Seulles este o comună în departamentul Calvados, Franța. În 1 ianuarie 2022 avea o populație de 1.813 de locuitori.